# Yokose-Virus
Das Yokose-Virus (YOKV; Art Orthoflavivirus yokoseense) ist ein Virus in der Virus-Familie Flaviviridae (Flaviviren), das 1971 in Japan – in der Präfektur Ōita – entdeckt wurde.

## Entdeckung
Das Virus wurde in einer Feldstudie, welche herausfinden wollte, ob Fledermäuse als Reservoir für das Japanische Enzephalitis-Virus dienen, als „Beifang“ entdeckt. Die Isolation erfolgte aus einem Exemplar der Langfinger-Fledermaus Miniopterus fuliginosus.

## Genetik und Immunologie
In einer 2005 veröffentlichten Arbeit wurde mittels RT-PCR und RACE-PCR das Erbgut des Virus sequenziert. Es wurde festgestellt, dass das Yokose-Virus relativ große Ähnlichkeiten mit dem Gelbfieber-Virus aufweist. Antikörper von Menschen, die vorher entweder an Dengue-Fieber erkrankten oder eine Gelbfieber-Impfung erhielten, reagierten mit Eiweißen des Yokose-Virus. Es existiert somit eine zumindest teilweise Kreuzimmunität.

## Epidemiologie und Klinik
In einer Stichprobe von Insekten fressenden Fledermäusen in den Philippinen und Fruchtfledermäusen in Malaysia wurde in 2.7 respektive 19 % der Tiere das Yokose-Virus festgestellt. Die Infektion von Fruchtfledermäusen der Art Rousettus leschenaultii verlief symptomfrei; in dieser Fledermausart vermehrte sich das Virus nur schlecht.